# Pfarrkirche Straden

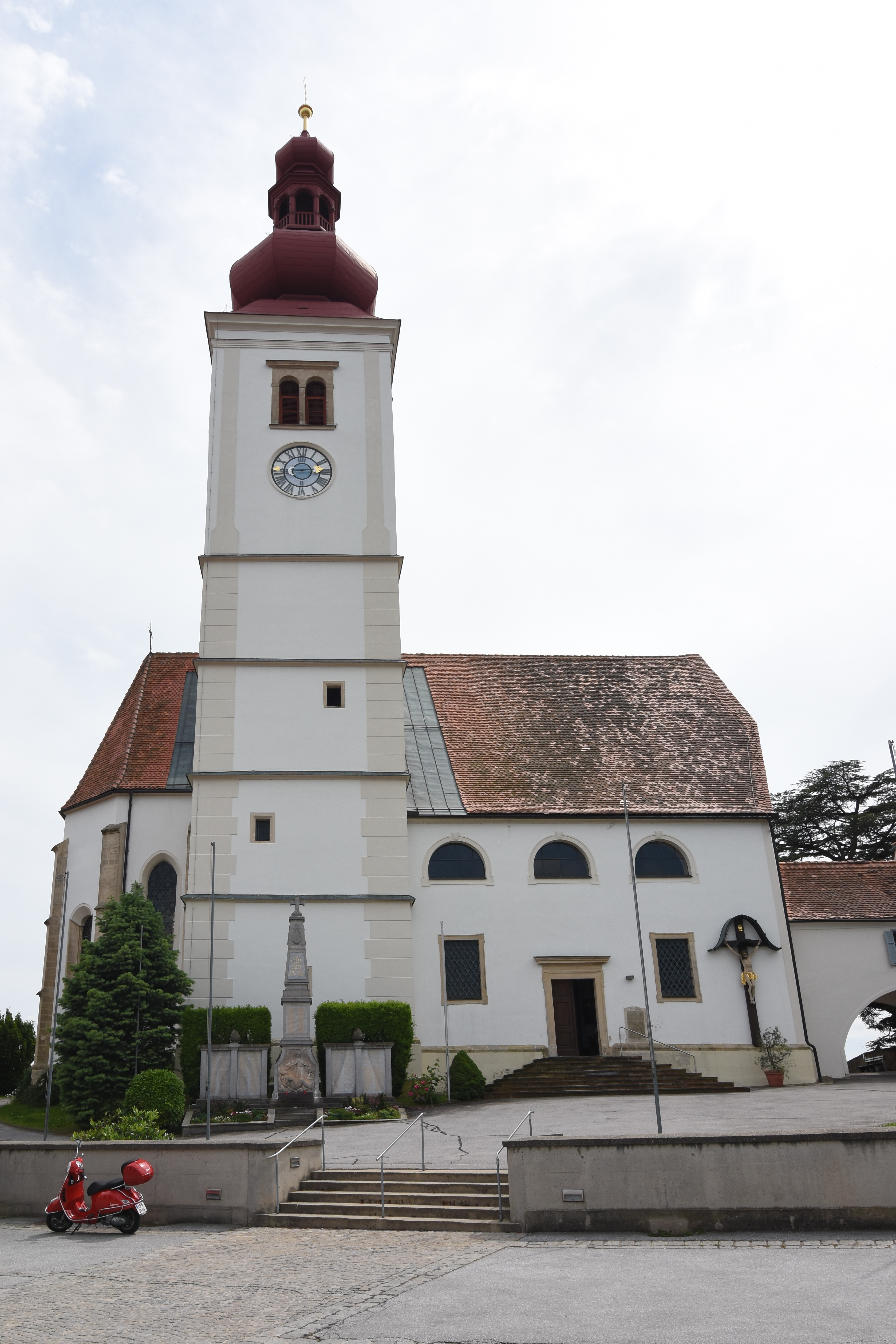
Katholische Pfarrkirche Mariä Himmelfahrt in Straden

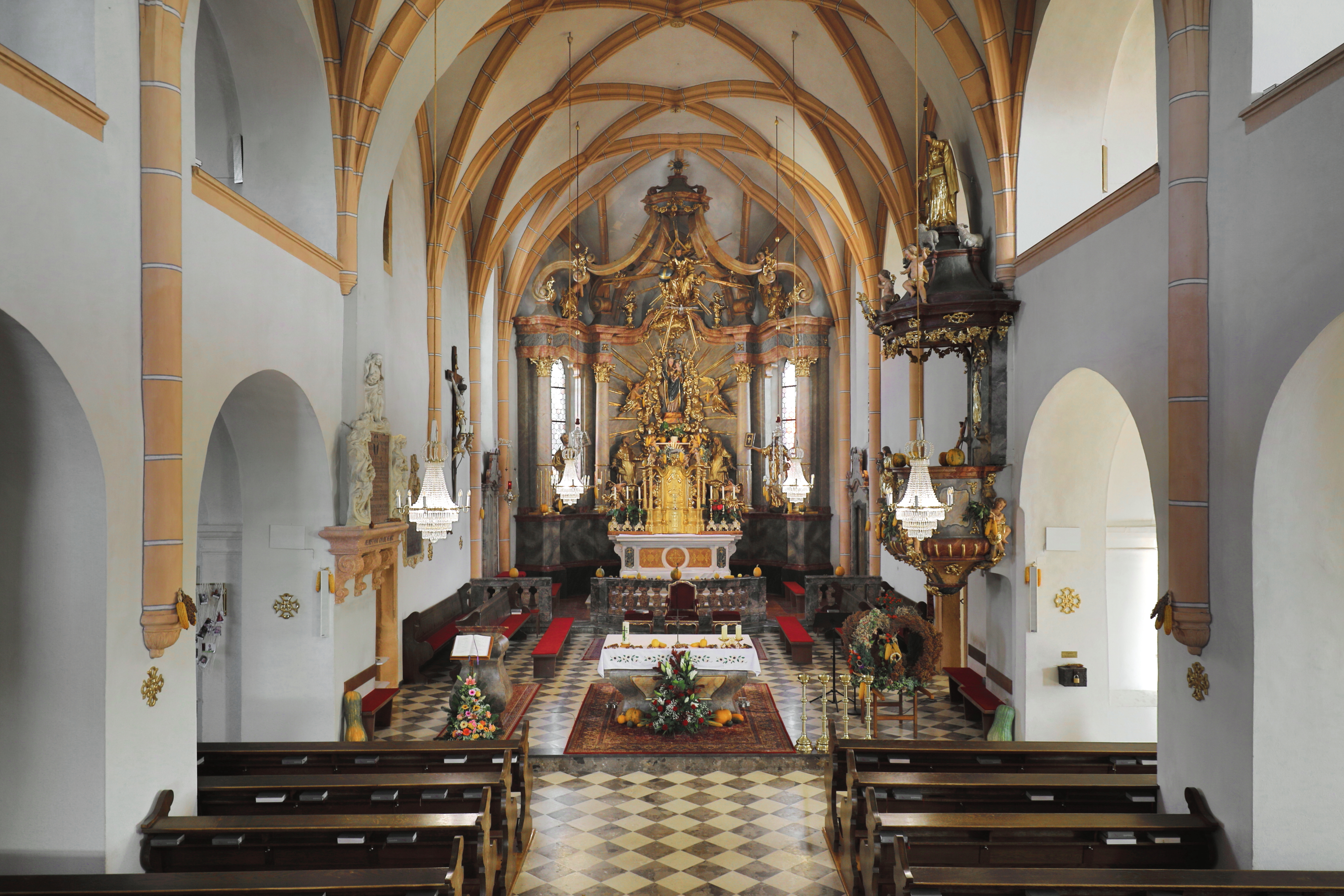
Innenansicht der Pfarrkirche

Die Pfarrkirche Straden als zentrale Kirche einer ehemaligen Kirchenburg steht in der Marktgemeinde Straden im Bezirk Südoststeiermark. Die auf das Fest Mariä Himmelfahrt geweihte römisch-katholische Pfarrkirche gehört zum Dekanat Radkersburg in der Diözese Graz-Seckau. Die Kirche steht unter Denkmalschutz (Listeneintrag).

## Geschichte
Im Jahr 1188 wurde der erste Pfarrer Henricus de Merin in einer Urkunde des Salzburger Erzbischofs genannt. Durch einen Brand wurde die Kirche 1460 zerstört. Mit dem St. Georgs-Orden wurde die Kirche von 1469 bis 1472 wieder aufgebaut. Von 1700 bis 1702 erfolgten barocke Anbauten. Das Kirchendach und der obere Bereich des Kirchturmes wurden 1945 durch den Krieg zerstört und 1947 wieder aufgebaut. 1958 war eine Außenrestaurierung, 1970 eine Innenrestaurierung.
Ab dem 17. Jahrhundert entstand mit der gotischen Figur Maria mit Kind, die sogenannte Himmelbergerin eine Wallfahrt zur Maria am Himmelsberg.

## Architektur
Die spätgotische Kirche hat einen zweijochigen Chor mit einem Fünfachtelschluss und ein Netzrippengewölbe auf Wanddiensten und flache Strebepfeiler. Das vierjochige Langhaus in der Breite des Chores hat ein Vierrautensterngewölbe auf Wanddiensten mit Konsolen. Die ungegliederte Westfassade hat ein gekehltes Spitzbogenportal. Die ab 1700 angebauten Seitenschiffe mit Emporen haben die Aufgänge zu den Emporen im ersten abgeschrägten Joch. Der spätgotische dreiachsige Orgelchor ruht auf einem Netzrippengewölbe. Der spätgotische quadratische Turm steht an der Nordseite des Chores. Das Glockengeschoß und der Zwiebelhelm wurden 1771 aufgesetzt. Die Taufkapelle ist im Erdgeschoß des Turmes mit einem Kreuzrippengewölbe und einem spätgotischen Portal. Über dem Turmportal ist ein Wappenschild mit der Jahresangabe 1513. Im Obergeschoß des Turmes war ehemals eine Rüstkammer.

## Ausstattung
Der Hochaltar mit einem lockeren Säulenaufbau mit einer Volutenkrone aus dem 3. Viertel des 18. Jahrhunderts trägt in der Mitte eine gotische Marienfigur um 1520. Die Kanzel um 1769 schuf der Bildhauer Matthias Leitner, sie wurde urkundlich 1768 gefasst. Die Seitenaltäre aus 1913 baute die Firma Vogl in Hall.
Die Orgel mit der Orgelchorbrüstung ist aus 1760, wobei die Orgel um 1765 von Ferdinand Schwarz gefertigt wurde.

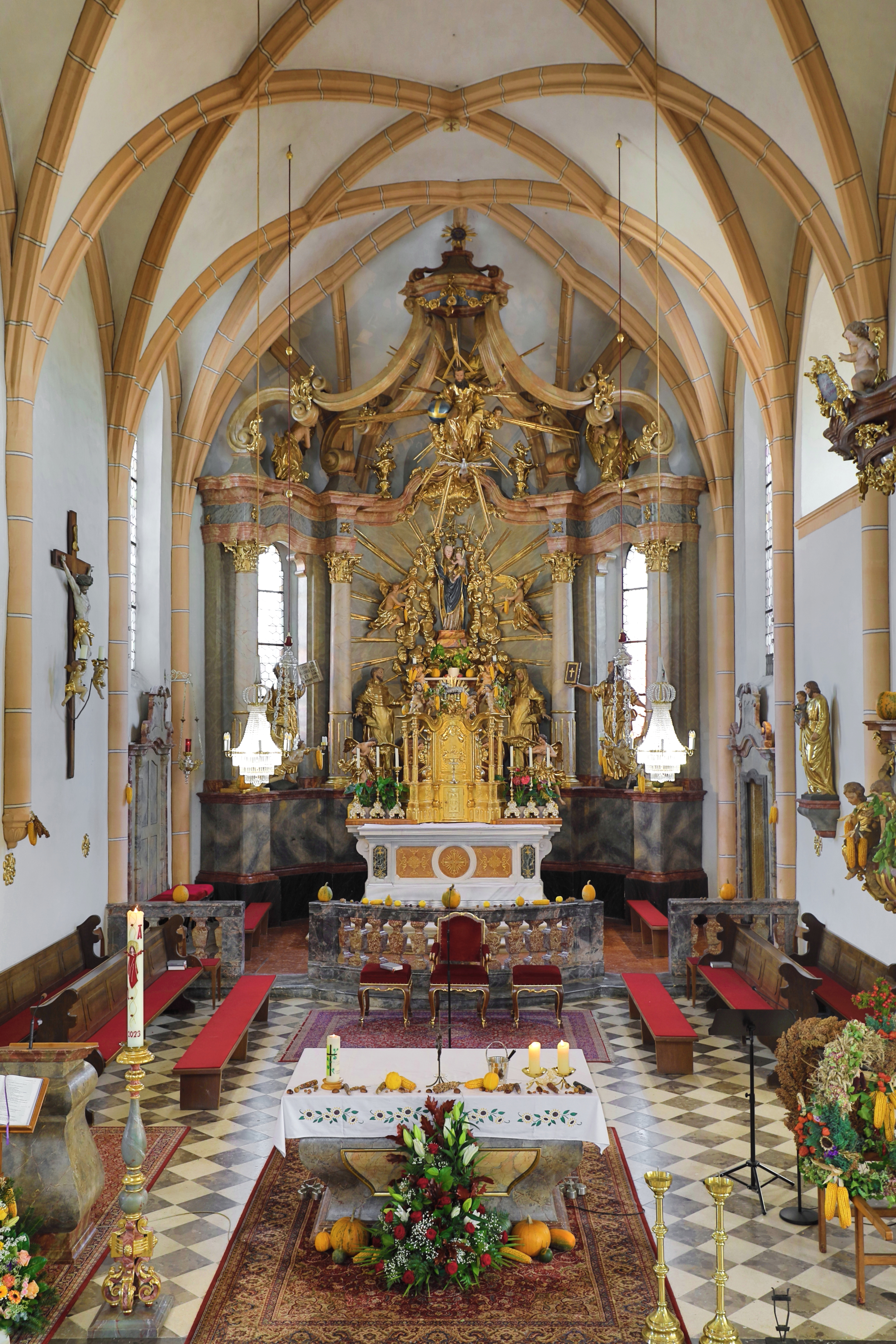
Blick in den Altarraum
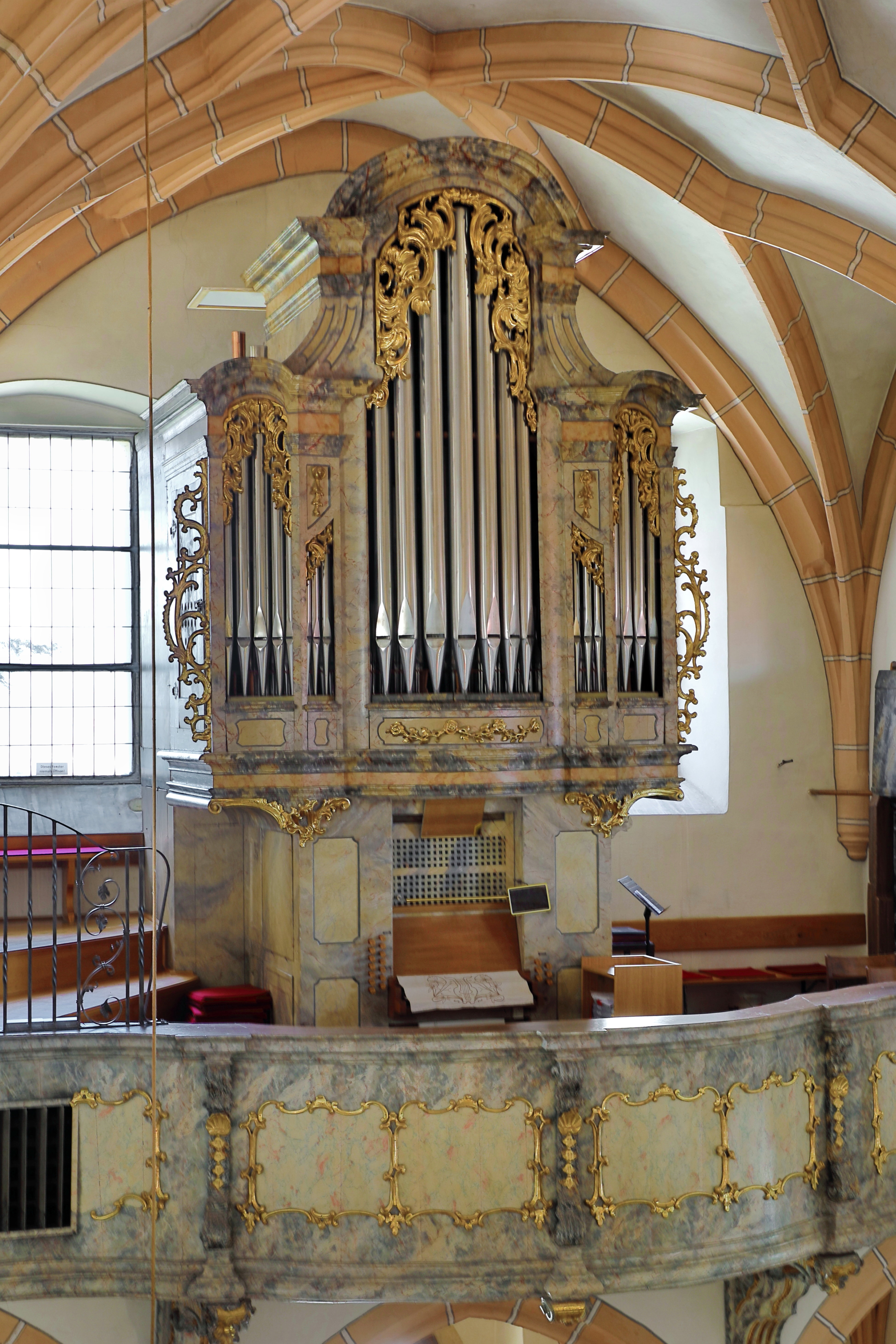
Orgel der Pfarrkirche
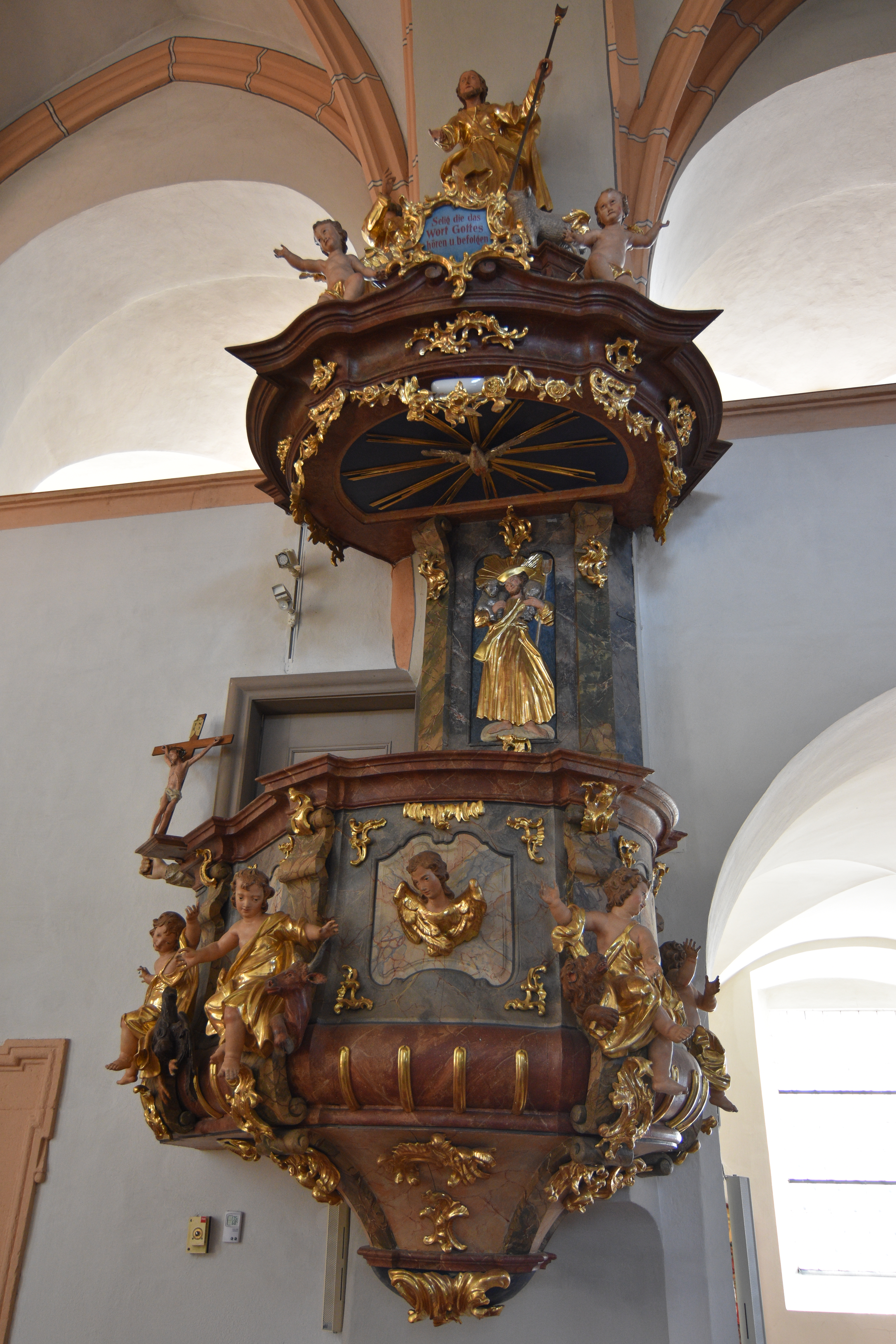
Kanzel der Pfarrkirche
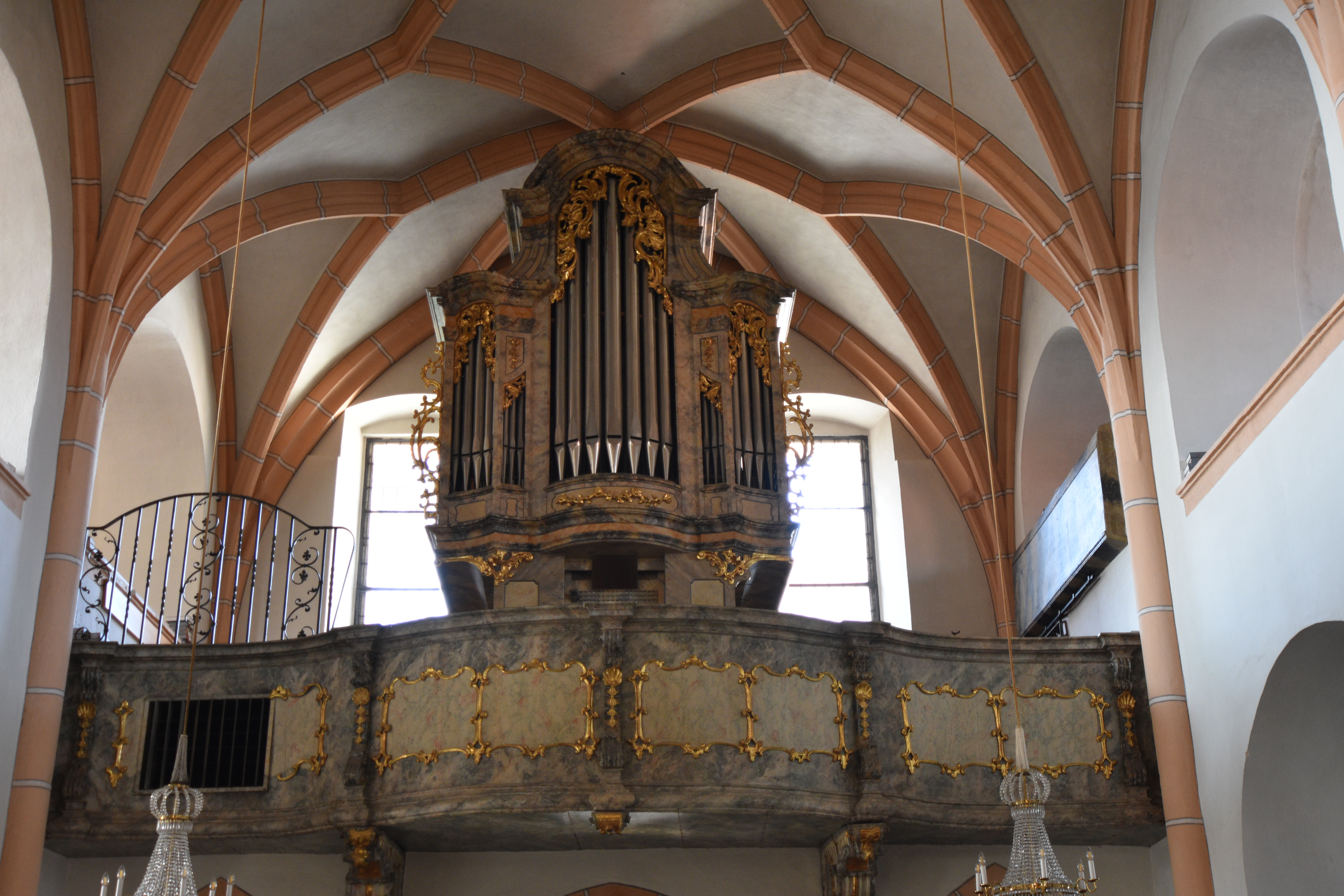
Blick zur Empore mit Orgel

## Grabdenkmäler
- Außen an der Kirche ist ein Grabstein zu G. Janesius († 1707)
- Innen sind ein Epitaph Isacc Neuhoffer († 1677)
- Innen ein figurgeschmücktes Grabmal zum Pater Johannes Anton de Lucca († 1714)

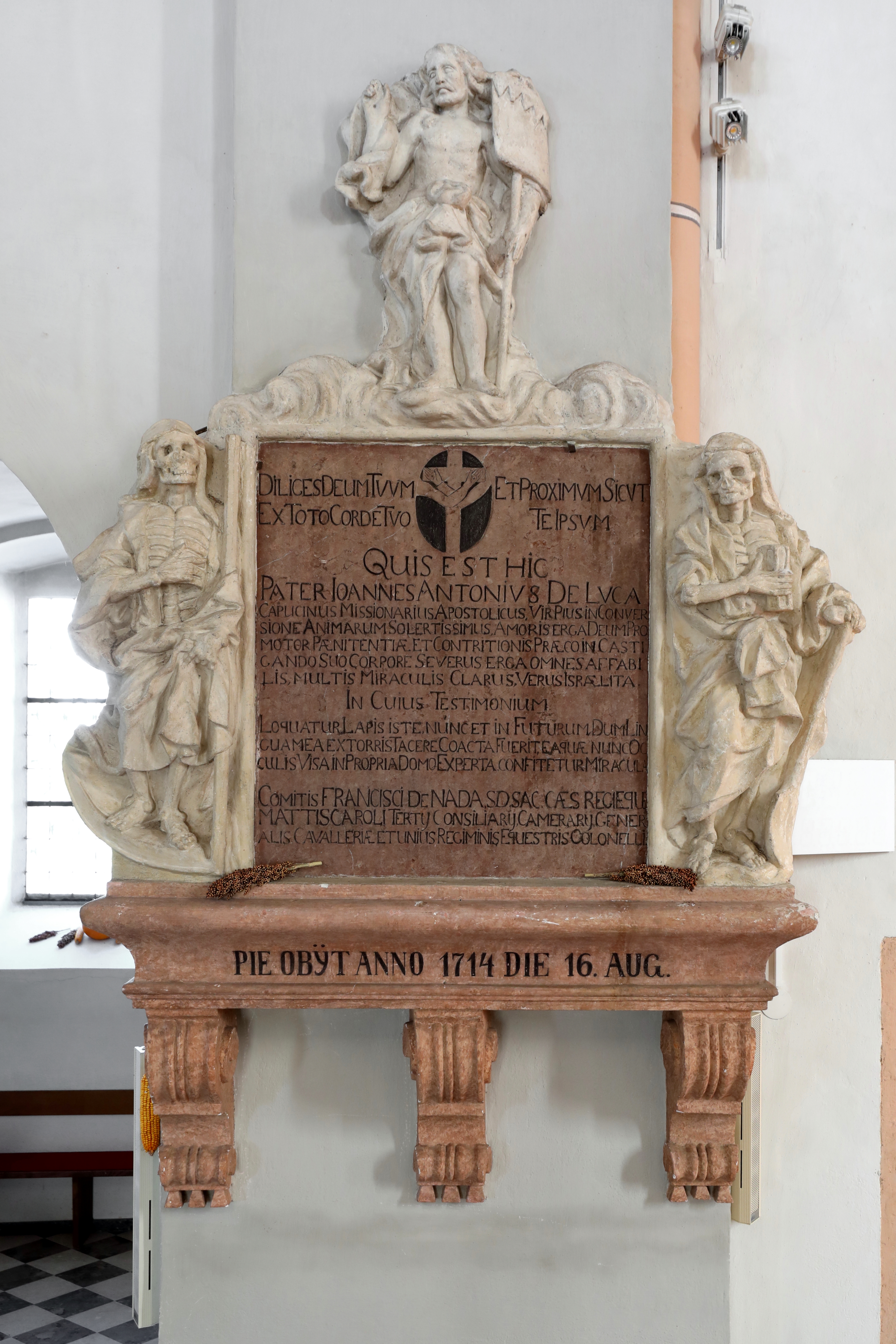
Johannes Anton de Lucca
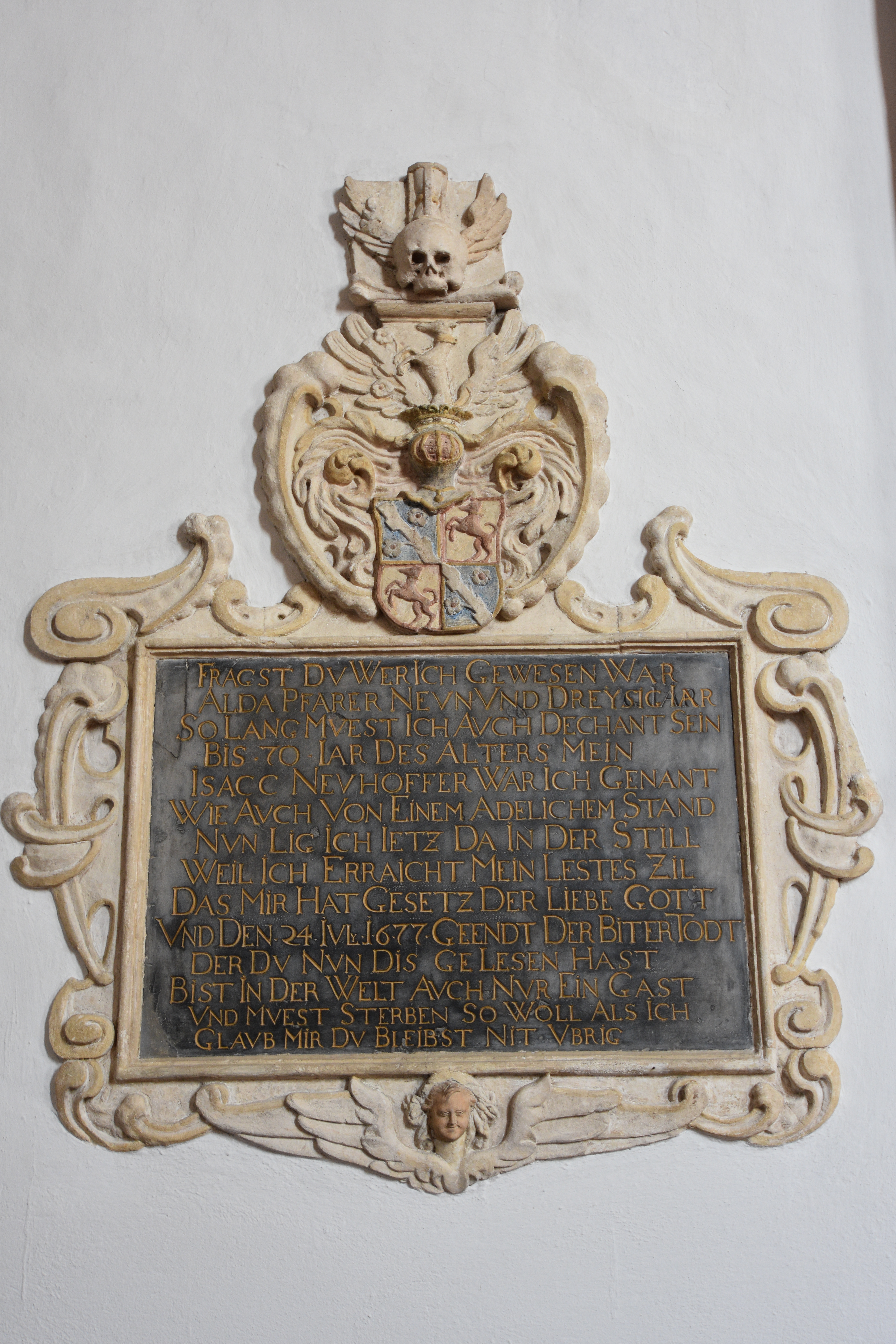
Isacc Neuhoffer

## Wehrkirchhof
Mit dem Wehrkirchhof setzten sich 1605 die Stradener erfolgreich gegen die Heiducken zur Wehr. Der südoststeirische Grenzraum hatte besonders schwer unter den Einfällen der Kuruzen (ungarischer Aufständischer) von 1704 bis 1706 zu leiden.
Von der alten Kirchhofmauer ist im Nordosten ein 2,20 m hoher Mauerrest mit Schießscharten erhalten. Die Kirchhofmauer schließt die Filialkirche hl. Sebastian ein. Es gibt eine hohe Futtermauer aus Tuffsteinquadern mit Stützpfeilern, südöstlich mit einer spätgotischen Nische mit 1521 bezeichnet. Daneben ist eine Steinfigur Pietà mit der Angabe 1758 in einer gemauerten Ädikula. An der Kirchhofmauer stehen biedermeierliche Verkaufsläden.

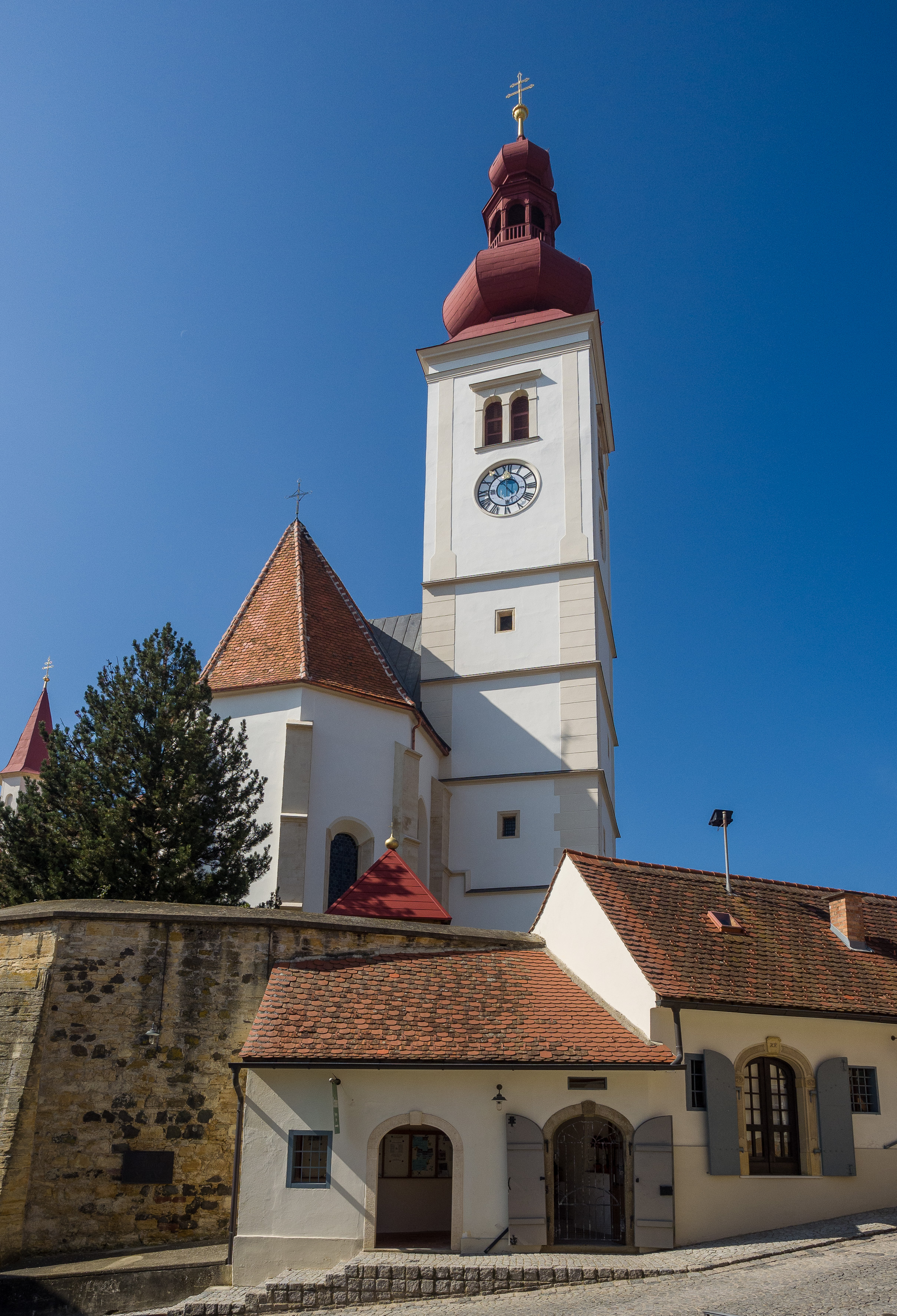
Straden: Pfarrkirche Maria am Himmelsberg mit biedermeierlichen Verkaufsläden
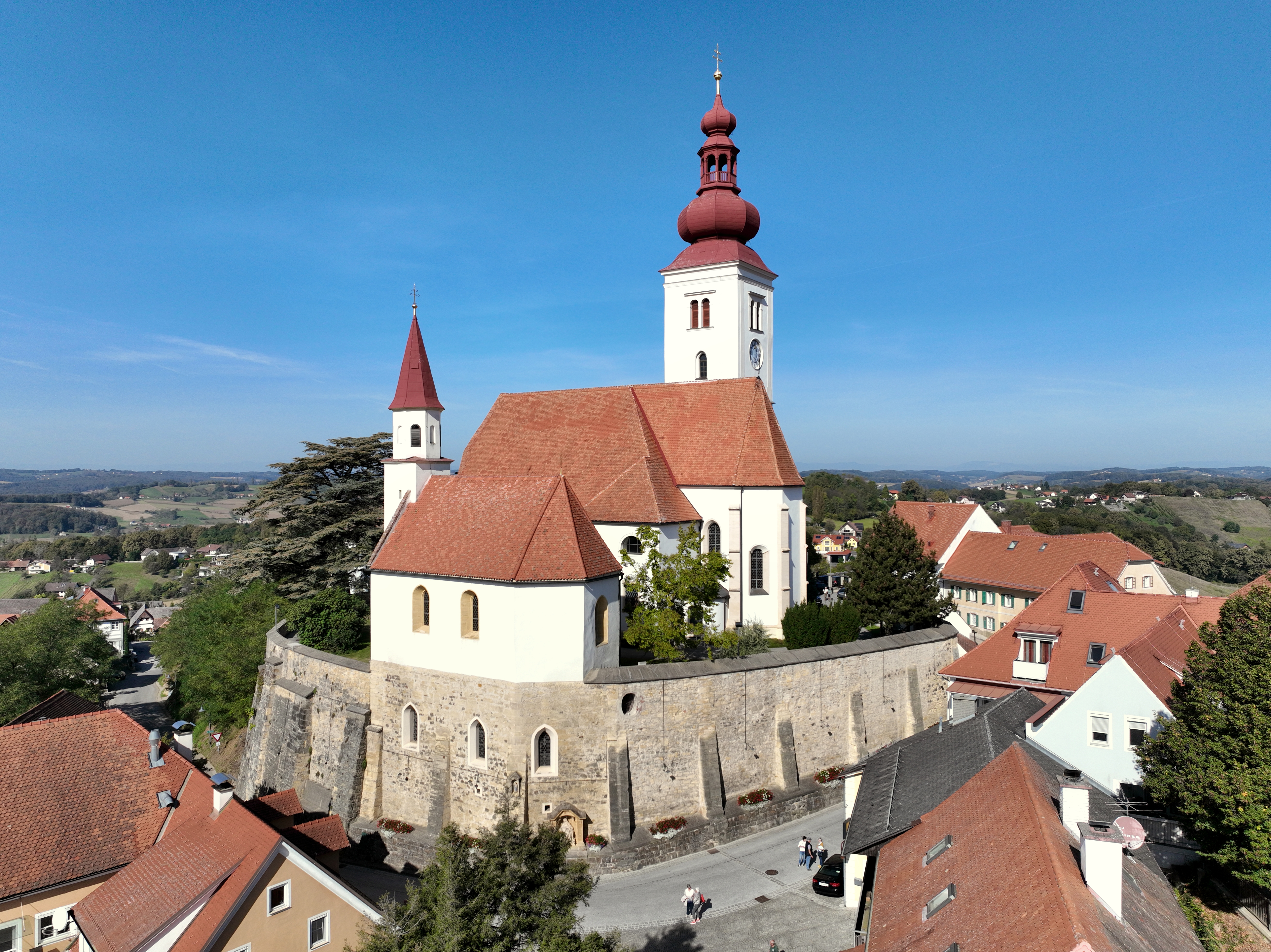
Straden: Pfarrkirche Maria am Himmelsberg mit Kirchhofmauer